# 叢杜鵑
，是鹃形目杜鹃科的一种鸟类。
灌丛杜鹃体重约35.75克，翼长约115.4毫米，嘴峰长约20.5毫米，喙宽度约5.3毫米，喙厚度约5.4毫米，跗蹠长约16.3毫米，尾长约112.9毫米。灌丛杜鹃在其分布区内为留鸟，其栖息在密集的高大树木组成的森林中，食性为肉食性，主要食物来源是陆生无脊椎动物。